# Gare de Llançà
La gare de Llançà (en catalan : estació de Llançà) est une gare ferroviaire espagnole de la ligne Barcelone - Gérone - Portbou située dans la commune de Llançà, dans la comarque de l'Alt Empordà en Catalogne (Province de Gérone).

## Situation ferroviaire
La gare de Llançà est située au point kilométrique (PK) 90,358 de la ligne Barcelone - Gérone - Portbou, entre les gares en service de Colera et de Vilajuïga et la gare fermée de Platja de Garbet. Son altitude est de 15,6 mètres.
La gare actuelle de Llançà comporte deux voies principales (voies 1 et 2), une déviation à droite (voie 3) et six voies déviées à gauche (voies 4, 6, 8, 10, 12 et 14), ainsi qu’une voie abandonnée reliée par le côté de Portbou (voie 5) et une voie abandonnée pour les manœuvres à la gauche des voies principales côté Portbou. Il y a deux quais, le central entre les voies 1 et 2 et l'autre pour les voies 3 et 5. Le quai central a une section surélevée. Le lien entre les quais se fait en deux étapes. À droite des voies, il y a le bâtiment voyageurs de deux étages, en direction de Portbou, sur le quai de la voie 3. L'ancien bâtiment de marchandises est actuellement inutilisé, il est à côté bâtiment du voyageur. La gare dispose d'une sous-station électrique.

## Histoire
Quand le tracé pour connecter Gérone via Figueras vers la France était en étude, la Compañía de los ferrocarriles de Tarragona a Barcelona y Francia (TBF) préférait un trajet plus court et plus économique, avec Le Perthus comme gare frontière, sans passer par Llançà ou Portbou. Les négociations avec l'État français ont été difficiles. Les ingénieurs militaires, qui ont eu le dernier mot, ont insisté pour que la ligne passe par Llançà et Portbou, qui s'étendaient jusqu'au territoire catalan de dix-sept kilomètres. L'accord avec l'État français a été signé le 14 janvier 1864. Cela dura encore quatorze ans, jusqu'au 20 janvier 1878 enfin, un train spécial de la ligne de Gérone appelé El Primer entra en gare de Llançà,. Dans les années 1920-1930 et après la guerre civile, la gare joua un rôle important dans le développement du tourisme balnéaire, cette gare était largement utilisée par les figuerencs.
En 1898, la compagnie a été absorbée par la Compañía de los ferrocarriles de Madrid a Zaragoza y Alicante (MZA).
Le 22 avril 1926, il y a eu une grande collision entre un express Paris-Barcelone et un train de marchandises à la gare, faisant quatre morts et sept blessés graves.
En 1929, la voie a été doublée et en 1941, la ligne a été transférée à la RENFE. Enfin, en 2005, la gare a été transférée à ADIF.
En 2016, 64 000 voyageurs ont transité en gare de Llançà.

## Service des voyageurs

### Accueil
La gare est située au nord-ouest du centre ville, le bâtiment voyageurs dispose d'un guichet, de distributeurs automatiques, d'une salle d'attente.
Dans un bâtiment à côté sur le quai de la voie 3, il y a une cafétéria.

### Desserte
La gare de Llançà est desservie par les trains régionaux de la ligne R11 de Rodalies de Catalunya et les trains de la ligne RG1 de la Rodalia de Gérone.
Certains régionales (Media Distancia) ne s'arrêtent pas à Vilajuïga et à Colera faisant de Llançà l'arrêt situé avant ou après Portbou et Figueras.